# Moritz Pläschke (Buchhändler)
Johann Gottlieb Moritz Pläschke, auch Plaeschke (* 29. Juli 1847 in Düsseldorf; † im Februar 1914 in Krefeld), war ein deutscher Buchhändler, Verleger, Dichter und Librettist.

## Leben
Pläschke, erster von drei Söhnen des Düsseldorfer Genremalers Moritz Pläschke und dessen Ehefrau Mathilde, geborene Knevels († im November 1857), besuchte das Gymnasium bis zur Obersekunda. Ab 1865 machte er eine Buchhändlerlehre. Im Deutsch-Französischen Krieg (1870/1871) diente er als Soldat, nachdem er sich als Einjährig-Freiwilliger zum Niederrheinischen Füsilier-Regiment Nr. 39 gemeldet hatte. Nach weiterer Ausbildung in Stettin lebte er ab 1873 in Krefeld, wo er eine Buchhandlung erwarb und dort zum Teil seine eigenen Schriften verlegte. Im künstlerischen Bereich trat Pläschke als Lyriker und Librettist hervor.
Pläschke heiratete Sophie Paulus, die die Kinder Elly (* 1875), Moritz (1878–1916), Rudolf (1881–1915) und Hilda (1895–1921) gebar.

## Werke (Auswahl)
- Es war ein herzig’s Veilchen. Voß, Düsseldorf 1865
- Kriegstagebuch in Liedern. De Haen, Düsseldorf 1871
- Gedichte. Schellmann, Mönchengladbach 1887 (5. Auflage 1912)
- Der Eisenkönig. Ein Sang aus unsern Tagen. Plaeschke, Krefeld 1890
- Neue Gedichte. Plaeschke, Krefeld 1909
- Gestalten. Sieben Gedichte. Lüthen, Krefeld 1910
- Neue Lieder. Lüthen, Krefeld 1910
- Neues Leben. Ein Liederkreis. Lüthen, Krefeld 1911
- Ältere Gedichte. Lüthen, Krefeld 1911
- Aus meinem alten Tornister. Plaeschke, Krefeld 1913